# Karikihalli, Belur
Karikihalli là một làng thuộc tehsil Belur, huyện Hassan, bang Karnataka, Ấn Độ.